# 一秒鐘
《一秒鐘》是一部2020年中國大陆劇情片，由张艺谋執導，张译、刘浩存、范伟主演。影片讲述了文化大革命期间，在农场接受劳动改造的张九声为了观看女儿生前最后的影像，逃出劳改农场去电影院看《新闻简报》的故事。由于审查，影片以“技术原因”取消了在第69届柏林电影节、第33屆中国电影金鸡奖开幕式的放映。影片最终在2020年11月27日于中国大陆公映。

## 剧情
文化大革命中的1969年，张九声（张译饰；“张九声”之名仅在宣传报道中出现。公映版影片中未出现其名，演员表称其为“逃犯”）与造反派头目打架，因此被送往中国西北的劳改农场。妻子同他离婚，女儿与他断绝了父女关系。1975年，张九声在劳改农场中得知：年仅14岁的女儿为了摆脱他的政治影响，在学校参加学工学农活动时为粮店扛粮卖力表现，为此遭遇事故而死（公映版本中，这一信息被删除，仅用一些细节暗示女儿已死）。张九声还得知女儿扛粮的事被拍进了第22号《新闻简报》。他逃出荒漠戈壁中的劳改农场，希望能在放映电影之前放映的《新闻简报》中看到女儿生前最后的影像。张九声赶到一分场时已是晚上，电影放映已经结束，他只好设法前往二分场看次日的放映。
农场二分场老刘的女儿刘闺女（刘浩存饰。早期报道将这一角色称为“小吉林”）有一个弟弟叫刘弟弟。老刘抛下妻子儿女，与情妇生活。刘闺女的母亲因此忧愤生病而死。刘闺女与弟弟相依为命。刘弟弟学习成绩不错，刘闺女为弟弟借来了台灯以便学习，弟弟却不慎烧掉了用12.5米电影胶片做成的灯罩。物主追讨灯罩，刘闺女和弟弟无法赔偿。物主逼得急，致使刘弟弟不敢出门。刘闺女跑到一分场，趁送片子的杨河不在，从他的摩托车上偷走了一盘电影胶片（《英雄儿女》第六本）。张九声恰好在附近。他看见片子被偷，当即追赶刘闺女，夺回了片子。然而杨河已经离开，张九声没办法交还片子。片子随后又被刘闺女抢走。张九声在荒滩中搭车前往二分场，路遇刘闺女。为了夺回片子，张九声假扮为刘闺女的父亲，刘闺女将计就计扮作他的女儿。张九声夺回片子失败。在二分场的饭馆，张九声偶遇刘闺女，夺回胶片，交还给了正在饭馆吃面的放映员“范电影”（范伟饰）。
二分场电影院放映员“范电影”因为掌握放映权力，广受百姓尊重、逢迎。范电影的儿子四岁时误喝胶片清洗液，影响了智力，长大后不能接父亲的班做放映员，只能赶车；范电影从此再也不用清洗液。送片人杨河的哥哥是农场场长，范电影担心他抢了自己的职位。送片子途中，杨河的摩托车出现故障。为了不耽误放映，杨河把片子交给了范电影的儿子，托他把片子带到二分场。范电影的儿子不懂事，把影片盒上的保险胶布揭下来缠了鞭子。一盘影片从盒子里摔出落在地上，被车拖了一路，损坏严重。这一盘片子正是张九声想看的《新闻简报》第22号。范电影利用百姓想要看电影的迫切心理，要大家对此保密，把责任全推到杨河身上。在没有清洗液的情况下，范电影发动群众用土法制取蒸馏水，清洗、晾干了胶片。
张九声看到刘闺女手中的胶片，疑心她偷走了《新闻简报》的部分片子，一路追到沙漠中。刘闺女把片子还给了他，这段胶片并没有张九声女儿的画面。谈话中，张九声得知了刘闺女偷胶片的原因，承诺帮她想办法解决胶片灯罩的问题。清洗、晾干胶片的过程中，他仍然疑心刘闺女偷片子。范电影看到张九声包里从刘闺女那里追回的胶片，误以为他要偷片子做灯罩或者缠自行车（但范电影的放映室里还放着一只用20多米长的彩色胶片做成的灯罩），要带他去保卫科。张九声亮出自己的逃犯身份。他拿刀逼迫范电影，如果看不成《新闻简报》就要杀了他。范电影立即变得非常恭顺。两人一面卷胶片一面聊天，聊起了张九声和女儿的事。影片晾干、卷好之后，张九声遇见了哭着的刘闺女。张九声把影片交给她，去帮她和刘弟弟出头。张九声在观众中找到了欺负刘闺女的少年们。双方在电影院里动手打架，被旁人拉开。张九声找不到刘闺女，怀疑她偷走了整盘新闻简报，到她家里寻找胶片。姐姐口中的“坏分子”张九声到家里来，独自在家的刘弟弟受到了惊吓。
刘闺女并没有偷胶片，而是把它送到了范电影手里。由于时间已晚，范电影破例先放映《英雄儿女》，之后再放映《新闻简报》。虽然《英雄儿女》已经放映多次，观众仍然对此充满热情，自发合唱主题曲《英雄赞歌》。第一次放映之后，张九声并没有认出女儿。聊天时，范电影把他儿子误喝清洗液的事情告诉了张九声。等到观众全部离场，范电影按张九声的要求再次放映《新闻简报》。第二次放映时，张九声认出了女儿。在《全心全意为人民·河北》青年学生在东风路粮店学工锻炼的报道中，张九声的女儿大约出镜一秒钟。影片看罢，张九声眼里已噙满泪水。他要求范电影反复放映《新闻简报》。范电影答应了张九声，用“大循环”技术循环播放《新闻简报》的《全心全意为人民·河北》片段，劝他去观众厅观看。
范电影早已用电话联系了保卫科。借着张九声离开放映室的时机，范电影离开影院与保卫科崔干事等人接头。范电影要崔干事向场部领导汇报，自己在举报逃犯时立下大功、放映员地位无可替代。与此同时，刘闺女得知弟弟被张九声惊吓，前来影院同张九声理论。张九声从侧门看到持棍的保卫人员赶来，急忙逃出影院。赶来的保卫科人员不辨情况，围捕、棒打留在观众室的刘闺女。逃出不远，张九声感觉不对。他回到影院，抄起板凳，告诉保卫人员他们打错了，和保卫人员打了起来。刘闺女加入打斗，咬了保卫人员。保卫科将张九声和刘闺女绑在一起，范电影为他们再一次放映了《英雄儿女》。保卫人员看到影片中父女相认的情节，感动得要流出眼泪。刘闺女看到这里，眼含泪水，告诉张九声她其实很想念爸爸。
次日清晨，保卫人员即将把张九声带回劳改农场。范电影趁张九声身边无人看管，向他解释说自己并没有让保卫科打人。范电影把含有张九声女儿的两帧《新闻简报》胶片包在报纸里，塞进张九声衣兜，留作纪念。张九声托他送刘闺女一只胶片灯罩。保卫人员带张九声上路，穿越沙漠送他去劳改农场。刘闺女在远处举着灯罩向他示意。保卫科的人找出了范电影送给张九声的胶片，把它丢在沙漠里。张九声吼着要保卫人员还他胶片，但他们并不理会，强行带着他前进。刘闺女跑上前，捡起了包胶片的报纸。（公映版本中，两帧胶片被风埋在了沙子里。据称，删改前的原版以“刘闺女找到了这两帧胶片”作为电影结局；公映版本中将这个画面作为片尾的拍摄花絮。）
补拍的结局：两年后的1977年， 国家落实政策，张九声被释放。他特意把回家的时间推后两天，先越过沙漠来到二分场。他与刘闺女重逢。刘闺女赶回家里，取出了珍藏的那一小片报纸。刘闺女带他到沙漠里寻找失落的胶片。瀚海茫茫，无从寻找。两人在沙漠中笑着望向远方。

## 演員
- 张译 饰 逃犯
- 刘浩存 饰 刘闺女
- 范伟 饰 范电影
- 余皑磊 饰 崔干事
- 李延 饰 杨河
- 张邵勃 饰 刘弟弟
- 唐孜悦 饰 小青年

## 创作
张艺谋称，拍摄这部电影是他多年的心愿。2018年1月，他写信邀请编剧邹静之、演员张译加入创作。张艺谋同邹静之两人用了几个月的时间完成了剧本。这是张艺谋、邹静之的第三次合作，之前两人联手创作了《千里走单骑》、《归来》。有评论认为，《一秒钟》的情节源于严歌苓小说《陆犯焉识》陆焉识逃出劳改农场看女儿纪录片的情节，张艺谋与邹静之据此加以扩充发展。《陆犯焉识》是张艺谋之前电影作品《归来》的原著。不過後來电影在中国上映时創作人員名單中沒有提到严歌苓，豆瓣网和百度百科上的《一秒鐘》页面中也沒有提到严歌苓。不過MUBI以及IMDb的《一秒钟》的页面上加入了嚴歌苓的名字。严歌苓的丈夫王乐仁称，欢喜传媒集团制片主任赵毅军曾托人带话给严歌苓：片末原本有字幕“受严歌苓女士作品启发  特此致谢”，国家电影局在审查时要求将其删去，创作团队不得不服从要求。
2018年6月，国家电影局公布批准《一秒鐘》拍摄。7月10日，剧组在甘肃省敦煌市开机拍摄。剧组利用了敦煌的沙漠地貌，当地的一座旧影院稍作调整成为了剧中的电影院。三位主要演员张译、刘浩存、范伟都是首次同张艺谋合作。为了符合角色设定，张译两个月不吃主食、减掉了10公斤体重，刘浩存10年内第一次剪去长发。剧组特地找来了1957年哈尔滨电影机械厂生产的松花江牌5501放映机，还请了一位老放映员指导范伟拿胶片、卷胶片。清洗、晾干胶片的内容来自张艺谋的亲身经历。9月6日，剧组宣布杀青。拍摄共用时46天。
立项时，《一秒鐘》的备案单位为北京欢喜首映文化有限公司。电影追加了拍摄单位欢欢喜喜（天津）文化投资有限公司、欢喜传媒集团有限公司。由于欢喜传媒集团在香港交易所上市，增加拍摄单位后，电影由国产片改为合拍片，需要重新备案。2019年1月，国家电影局公布2018年12月至2019年1月获准拍摄电影名单，《一秒鐘》再次获准。
《一秒鐘》因“技术原因”取消原定2019年2月15日柏林国际电影节首映。“技术原因”是审查出现问题的委婉说法。2019年11月11日，主演张译在新浪微博发布《一秒鐘》新剧照，配文“再回敦煌，未来可期”。媒体猜测剧组可能进行了补拍。剧组接受采访时拒绝就此回应。据称，由于审查，《一秒钟》删去了“逃犯女儿为了摆脱父亲的影响，在粮店努力劳动扛面粉，因此遭遇事故而死”的内容，补拍了一个光明的结局。
影片同名主题曲 《一秒钟》由女主角刘浩存演唱。

## 發行
2019年1月，第69屆柏林影展组委会宣布《一秒钟》入选主競賽單元。這是張藝謀繼2010年《三枪拍案惊奇》後，再度入圍作品。按照计划，《一秒钟》本应在2019年2月15日的柏林电影节上首映。然而，2019年2月11日，《一秒钟》官方微博宣布：因為技術原因，放映取消。主办方称，电影在后期制作中遭遇了技术困难。2月15日原定放映《一秒钟》的时段改为放映张艺谋旧作《英雄》。這也是該屆影展繼曾國祥的《少年的你》之後，第二部臨時退出影展的中國電影。评论认为，“技术原因”是遭遇审查的委婉说法；《一秒钟》涉及了敏感的文化大革命题材，未通過中國政府審查，不可以参赛，被迫取消放映。2月13日，有记者在中华人民共和国外交部例行记者会中提问为何《一秒钟》无法放映，外交部发言人华春莹回答说记者应该询问主管部门。她建议记者看《流浪地球》。中华人民共和国外交部网站公布的记录中没有刊载相关内容。2月17日柏林电影节闭幕式上，主办方为张艺谋摆上了空座椅；评委会主席在颁奖仪式前的发言提及张艺谋和《一秒钟》，对退赛表示遗憾。7月31日，張藝謀工作室明确回應媒体，不會報名第56屆金馬獎。
2020年9月10日，国家电影局为《一秒钟》颁发了电影公映许可证。10月14日，《一秒钟》宣布定档11月27日。11月7日，第33屆中国电影金鸡奖颁奖盛典系列活动新闻发布会上，主办方宣布《一秒钟》将作为开幕影片于11月25日在福建省厦门市首映。11月17日至19日，片方分别发布了三集讲述《一秒钟》幕后故事的纪录片。11月24日，影片再度因“技术原因”取消在第33屆中国电影金鸡奖的首映，但公映档期维持不变。11月26日，《一秒钟》首映式在北京市中国电影资料馆举行。

## 反响
《一秒鐘》上映八天后总票房突破一亿元人民币，最终票房1.31亿元人民币，票房不佳。张艺谋后来说，他对低票房早有预期，他知道年轻人可能不喜欢这部电影，但《一秒钟》对他而言是一部重要的作品。有评论认为《一秒鐘》是张艺谋五年内最好的作品，还有一些评论认为未删减版《一秒钟》是张艺谋二十年间最好的作品。《一秒鐘》在豆瓣网获得了7.8分的评分，位列豆瓣2020年度电影榜单“评分最高华语电影”第二位。
评论认为，《一秒鐘》剧情简单，从小处着手呈现大时代，展示了时代的荒诞之处，近乎寓言，令人想起张艺谋之前的作品《归来》；电影画面富有隐喻色彩，叙事方式和镜头语言体现了张艺谋的个人风格，大漠风沙展现得相当迷人；人物性格鲜明、富有层次，体现了复杂的人性，尤以范电影为最；主要演员张译、刘浩存、范伟的表演有一些亮点。另有评论认为，《一秒钟》对于父女情的铺垫不够，导致感染力有限；由于时代相隔较远，影片难以引发年轻观众共鸣；审查后删减了信息，影片的其他信息也时常隐藏在背景之中，使得一些观众很难理解剧情；上映前的营销推广没有聚焦于影片的核心情感，致使票房有限；公映版的补拍结局中，光明来得太突然。有评论称，《一秒钟》对于文化大革命和个人命运的探讨缺少新意，没有超过张艺谋之前的作品《活着》和《归来》，因此影史地位不及《英雄》。

## 奖项
| 年份   | 颁奖典礼                             | 奖项                   | 入围者         | 结果 |
| ------ | ------------------------------------ | ---------------------- | -------------- | ---- |
| 2021   | 第15屆亞洲電影大獎                   | 最佳電影               | 《一秒鐘》     | 提名 |
| 2021   | 第15屆亞洲電影大獎                   | 最佳男主角             | 张译           | 提名 |
| 2021   | 第15屆亞洲電影大獎                   | 最佳新演員             | 劉浩存         | 獲獎 |
| 2021   | 第15屆亞洲電影大獎                   | 最佳原創音樂           | 撈仔           | 提名 |
| 2021   | 第15屆亞洲電影大獎                   | 最佳导演               | 张艺谋         | 獲獎 |
| 2021   | 第30届华鼎奖                         | 最佳导演               | 张艺谋         | 提名 |
| 2021   | 第30届华鼎奖                         | 最佳男主角             | 张译           | 提名 |
| 2021   | 第30届华鼎奖                         | 最佳男配角             | 范伟           | 提名 |
| 2021   | 第34届中国电影金鸡奖                 | 最佳男配角             | 范伟           | 獲獎 |
| 2021   | 第34届中国电影金鸡奖                 | 最佳录音               | 陶经           | 獲獎 |
| 2021   | 第34届中国电影金鸡奖                 | 最佳美术               | 林潮翔         | 提名 |
| 2024年 | 中国电影导演协会2020年至2023年度表彰 | 年度电影（2020年度）   | 《一秒钟》     | 獲獎 |
| 2024年 | 中国电影导演协会2020年至2023年度表彰 | 年度导演（2020年度）   | 张艺谋         | 提名 |
| 2024年 | 中国电影导演协会2020年至2023年度表彰 | 年度编剧（2020年度）   | 张艺谋、邹静之 | 提名 |
| 2024年 | 中国电影导演协会2020年至2023年度表彰 | 年度男演员（2020年度） | 范伟           | 提名 |
| 2024年 | 中国电影导演协会2020年至2023年度表彰 | 年度男演员（2020年度） | 张译           | 提名 |

## 備註
1. 1 2 3  公映版本没有出现任何明确的年份。补拍的结局出现了恢复高考的内容（影剧院挂着“搞好大学招生是全国人民的希望”标语。1977年10月21日，《人民日报》头版头条新闻《高等学校招生进行重大改革》配发社论《搞好大学招生是全国人民的希望》；同年12月，举行了文化大革命之后的第一次高考[2]），这一时间点为1977年。电影将这一结局设定为“二年后”，因此主要剧情发生在1975年[3]。逃犯与范电影的对话提到他被送去劳改时女儿只有8岁，而这时女儿14岁。据此推算，逃犯被送往西北劳改时为六年前，即1969年。

## 外部連結
- 豆瓣电影上《一秒鐘》的資料 （简体中文）
- 时光网上《一秒鐘》的資料（简体中文）
- 互联网电影数据库（IMDb）上《一秒鐘》的资料（英文）